# Emilio Ortuño Berte
Emilio Ortuño Berte (Orà, 28 de setembre de 1862 – Madrid, octubre de 1936) va ser un enginyer de Camins i polític espanyol, ministre de Foment durant el regnat d'Alfons XIII.

## Biografia
Va néixer a Orà el 28 de setembre de 1862 Llicenciat en Enginyeria de Camins a l'Escola de Camins de Madrid on impartirà classes com a professor i més tard com a catedràtic, era emparentat per matrimoni amb Francisco Silvela qui el fa iniciar la seva carrera política en el si del Partit Conservador amb qui concorre a les eleccions generals espanyoles de 1899 en les quals obté un escó al Congrés per Arévalo (Àvila). En dues altres convocatòries tornarà a obtenir un escó per aquesta circumscripció electoral.
Va ser ministre de Foment entre el 17 de febrer i l'1 de setembre de 1920 en els gabinets que successivament van presidir Allendesalazar i Dato. També va ser l'últim espanyol que participà en la Comissió Consultiva Internacional per a l'ampliació del Canal de Suez.
Va ser nomenat subsecretari de presidència en 1907 sota Antoni Maura i Director General de Correus en 1908 i com a tal, a més de crear la Caixa Postal d'Estalvis, va sotmetre al servei de Correus i Telègrafs a una important modernització destacant la construcció del Palau de Comunicacions de Madrid.
Va morir assassinat en 1936 a Madrid. Un carrer porta el seu nom a Madrid (districte de Vallecas) i un altre al centre urbà de Benidorm (província d'Alacant).

## Obres
- Reformas de correos (1911)
- El problema ferroviario. Algunas consideraciones acerca del nuevo régimen para la explotación de los ferrocarriles del servicio público (1917)